# ビジランテ
『ビジランテ』（VIGILANTE）は、アイレムが開発し1988年より稼働開始したアーケード用横スクロールアクションゲーム。北アメリカではデータイーストが発売元となっている。タイトルは英語で「自警団」を意味する。
1989年にPCエンジンやセガ・マスターシステムに移植された他、韓国ではMSXに、ヨーロッパではAmiga、Amstrad CPC、Atari ST、コモドール64、ZX Spectrumに移植された。なおPCエンジン版は同日に発売されたファミリーコンピュータ ディスクシステム用ソフトハレーウォーズとともに平成最初に発売されたゲームソフトである。

## ゲーム内容
全5面からなり、各面ボスを倒して面クリアとなる。ボス敵は一定時間毎に体力が回復していくので、これがゲームの難易度を押し上げる要因になっている。
8方向レバーと2ボタン（パンチ、キック）を使用して、プレイヤーを操作する。ジャンプはレバーを上、もしくは斜め上に入れて行う。パンチとキックはレバーを入れた方向で違う技を出せる。
ストック制+体力制となっているが、面ごとに制限時間があり、時間内にクリアしないとその時点で1ミスとなる。
地面に落ちているヌンチャクを拾うことにより、スキが無くリーチの長いヌンチャク攻撃ができる。また敵の銃弾を弾き落とすことも可能。次の面への持ち越しもできるが、ダメージを受けると無くなってしまう。
また、しゃがんでいる間は制限時間が無くなってもミスとはならず、そのまま攻撃し続けることにより永久パターンとなる。

## ストーリー
物語の舞台は1988年のニューヨーク。法律も秩序もない裏通りやダウンタウン。それが大都会ニューヨークがもつ、裏の風体だった。警察でさえ手に負えない悪のローグス団たちは、一部に群がる場所を作り、街の人々に脅威を与えていた。ある日、マドンナが彼らの車で連れ去られてしまった。主人公ビジランテは「自らが直接マドンナを助け出し、街も守る」と体力の続く限りローグス団に立ち向かうことになる。ステージをクリアすれば、マドンナは再びどこかへと連れ去られてしまう。大活躍するビジランテの運命は…。

## 移植版
| No. | タイトル         | 発売日                                 | 対応機種                                            | 開発元           | 発売元          | メディア                                | 型式              | 売上本数 | 備考                                 |
| --- | ---------------- | -------------------------------------- | --------------------------------------------------- | ---------------- | --------------- | --------------------------------------- | ----------------- | -------- | ------------------------------------ |
| 1   | ビジランテ       | 1989年1月14日 1989年                   | PCエンジン                                          | アイレム         | アイレム NEC-HE | 3メガビットロムカセット                 | IC01001 TGX030004 | -        |                                      |
| 2   | Vigilante        | 1989年6月30日 1989年                   | セガ・マスターシステム                              | セガ             | セガ            | 2メガビットロムカセット                 | 7023              | -        |                                      |
| 3   | Vigilante        | 1989年                                 | MSX                                                 | Clover           | Clover          | ロムカセット                            | -                 | -        |                                      |
| 4   | Vigilante        | 1989年                                 | Amiga Amstrad CPC Atari ST コモドール64 ZX Spectrum | Emerald Software | U.S. Gold       | フロッピーディスク カセットテープ       | -                 | -        |                                      |
| 5   | ビジランテ       | 2007年2月6日 2007年2月5日 2007年2月9日 | Wii                                                 |                  |                 | ダウンロード （バーチャルコンソール）   | PAVJ PAVE PAVP    | -        | PCエンジン版の移植                   |
| 6   | IREM Arcade Hits | 2011年9月12日                          | Windows                                             | DotEmu           | DotEmu          | ダウンロード                            | -                 | -        | 本作の他に17本アーケード作品同時収録 |
| 7   | ビジランテ       | 2015年2月10日 2017年9月14日            | Wii U                                               | -                | KDE             | ダウンロード （バーチャルコンソール）   | PPBJ              | -        | PCエンジン版の移植                   |
| 8   | ビジランテ       | 2019年9月5日                           | PlayStation 4 Nintendo Switch                       | アイレム         | ハムスター      | ダウンロード （アーケードアーカイブス） |                   | -        | アーケード版の移植                   |

なお、PCエンジン版は同社のPCエンジン参入ソフト第1号である。業務用の難易度を落として移植されている他、デモシーンの一部簡略化などの変更がなされている。このバージョンは、2007年2月6日から2012年3月30日まで、Wiiのバーチャルコンソールで配信されていた（2013年9月17日より配信再開）。また、2015年2月10日より、Wii Uのバーチャルコンソールにて配信開始。

## 評価
アーケード版
ゲーム誌『ゲーメスト』の企画「第2回ゲーメスト大賞」（1987年）で、読者投票により年間ヒットゲーム50位を獲得している。
PCエンジン版
ゲーム誌『ファミコン通信』のクロスレビューでは7・8・8・7の合計30点でシルバー殿堂入りを獲得、『マル勝PCエンジン』では5・5・7・4の合計21点（満40点）、『PC Engine FAN』の読者投票による「ゲーム通信簿」での評価は以下の通り19.32（満30点）点となっている。また、この得点はPCエンジン全ソフトの中で374位（485本中、1993年時点）となっている。
| 項目 | キャラクタ | 音楽 | 操作性 | 熱中度 | お買得度 | オリジナリティ | 総合  |
| 得点 | 3.64       | 3.43 | 3.23   | 3.45   | 2.71     | 2.86           | 19.32 |